# Futaleufú (fiume)
Il fiume Futaleufú (in spagnolo Río Futaleufú) o Río Grande o Río Yelcho è un fiume della Patagonia che attraversa il territorio dell'Argentina e del Cile.

## Descrizione generale
Nasce in Argentina, nella provincia di Chubut e raccoglie le acque di tutta la regione dei laghi compresa l'area del Parco Nazionale Los Alerces. Attraversata la frontiera con il Cile prende il nome di Río Grande ed attraversa la Regione di Los Lagos, riversandosi nel lago Yelcho. Sfocia dal lago lungo la sponda settentrionale prendendo il nome di Río Yelcho, terminando il suo percorso nell'Ensenada Chaitén, presso il Golfo di Corcovado, nell'Oceano Pacifico.

La lunghezza totale del corso Futaleufú-Yelcho è di 246 km, dei quali 40 km formano il río Yelcho, che nasce dall'omonimo lago.

## Bacino
- Superficie del bacino all'ingresso del río Futaleufú nel  lago Yelcho: 6.929 km².
- Superficie del bacino all'ingresso del río Yelcho nel Golfo di Corcovado: 10.979 km².

## Affluenti
In Argentina riceve, lungo la sponda sinistra, le acque del  río Percey, che attraversa la città di Trevelin.